# Chêneau-Korsett
Das Chêneau-Korsett ist ein Korsett zur Behandlung der Skoliose bei Heranwachsenden. Es wurde von dem französischen Arzt Jacques Chêneau (1927–2022) 1978 als „aktive“ Einatmungs-Derotations-Orthese eingeführt.

## Anwendung
Es wird bei Patienten angewendet, die noch wachsen und an einer progredienten idiopathischen Skoliose mit einem Cobb-Winkel zwischen 20° und 40° leiden. Es kann auch bei höheren Cobb-Winkeln indiziert sein, wenn eine operative Therapie nicht gewünscht wird, oder keine großen Beschwerden bestehen. Die Tragezeiten des Korsetts variieren, viele dürfen es nur zur Körperpflege ablegen.
Manuel Rigo (Barcelona) und Hans-Rudolf Weiß (Bad Sobernheim) haben das Chêneau-Korsett deutlich verändert. An der Funktionsweise hat sich nichts geändert.
Grundsätzlich kann die Korrektur der Skoliose nur dann erreicht werden, wenn sie die dreidimensionale Verformung des Rumpfes ausgleicht, also die Verkürzung in vertikaler Richtung, die Seitenabweichung in transversaler Richtung und die Verdrehung um die Längsachse. Die dreidimensionale Derotation der Wirbelsäule (und des Brustkorbs) wird ermöglicht, indem das Chêneau-Korsett asymmetrisch gebaut ist und neben Druckzonen (Pelotten) auch Freiräume (Expansionszonen) bildet. Die Patienten sollen sich „geradeatmen“.
Für den Bau des Korsetts wird zunächst ein Gipsabdruck des Patienten angefertigt. Daraus erstellt der Orthopädietechnik-Mechaniker das Korsett mit drei Druckpunkten (Mahnpelotten). Sie mahnen den Träger, die Fehlhaltung aktiv auszugleichen. Deshalb ist die Verbindung von Korsettbehandlung und Krankengymnastik nötig. Das Milwaukee-Korsett diente zur Behandlung hoher Skoliosen. Der Halsring unter dem Kinn zwang die Kinder, sich aus dem Korsett zu strecken. Heute werden auch hohe Thorakalskoliosen mit Chêneau-Korsetts behandelt.
Becken und oberer Thoraxanteil werden fixiert. Dazwischen werden nach dem Dreiflächensystem Druck und Entlastung so verteilt, dass eine dreidimensionale Derotation erfolgt.
Schwere Skoliosen müssen manchmal operativ korrigiert und stabilisiert werden.